# Okeanide
Okeanide so bile v grški in rimski mitologiji morske nimfe.
Po grški mitologiji je bilo okeanid okoli 3000, bile pa so hčere titanov Okeana in Tetije. Vsaka od njih je bila boginja določenega vodotoka, morja, jezera, ribnika, izvira, cveta ali oblaka. Okean in Tetis sta imela tudi 3000 sinov, rečnih bogov, imenovanih Potemoi. Večina virov šteje med okeanide samo hčere Okeana in Tetis, drugi viri pa vanje prištevajo tudi sinove .